# Kostel svatého Josefa (Dubenec)
Kostel svatého Josefa je římskokatolický filiální, dříve farní kostel v Dubenci. Je chráněn jako kulturní památka České republiky.

## Historie
Původní kostel byl založen v roce 1343 Hynkem z Náchoda a byl zasvěcen svatému Václavu. Patronem kostela byl majitel dubeneckého panství rytíř Přibík. Byl poškozen za husitských válek a musel být znovu vystavěn kolem roku 1600. Tento kostel byl poničen Švédy roku 1645. Kolem roku 1660 přišli do Dubence jezuité ze Žirče, kteří mj. obstarali nové zaklenutí kostela. Stavba současného kostela, se začleněním zbytků staršího kostela, byla zahájena v roce 1736 a výstavba věže a rozšíření kostela bylo dokončeno v roce 1738. V současné době je kostel v péči obce.

## Architektura

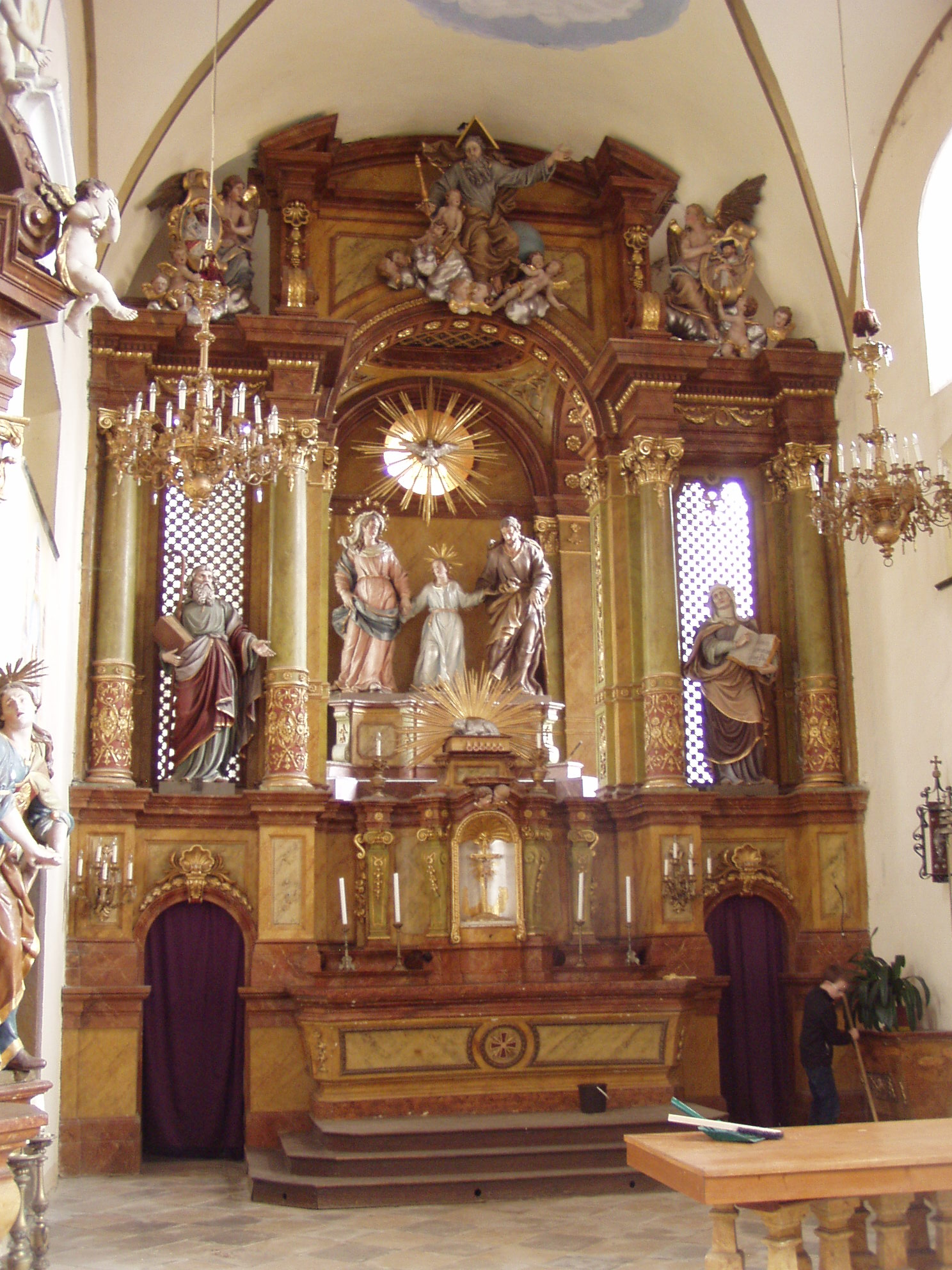
Hlavní oltář se sochou sv. rodiny od Jiřího Františka Pacáka

Jednolodní orientovaná barokní stavba nepravidelného půdorysu podepřená třemi páry neomítnutých, do výše se zplošťujících pilířů, s věží v průčelí. Ke kněžišti přiléhá ze severu kaple sv. Václava a z jihu sakristie. Stěny omítnuté, kryt valový taškový, věž hranolová, u vydutých stěn skosená. Na nárožích jsou pseudoiónské pilastry s úseky kladí. Portál na západě je uzavřený půlkruhem.

## Interiér
Socha sv. Rodiny na hlavní oltáři z roku 1740 je pravděpodobně posledním velkým dílem Jiřího Františka Pacáka, hlavního sochaře jezuitů ze Žirče.

## Bohoslužby
K bohoslužbám kostel využívá pouze řeckokatolická církev, a to každou druhou sobotu v měsíci od 15:30.

## Galerie

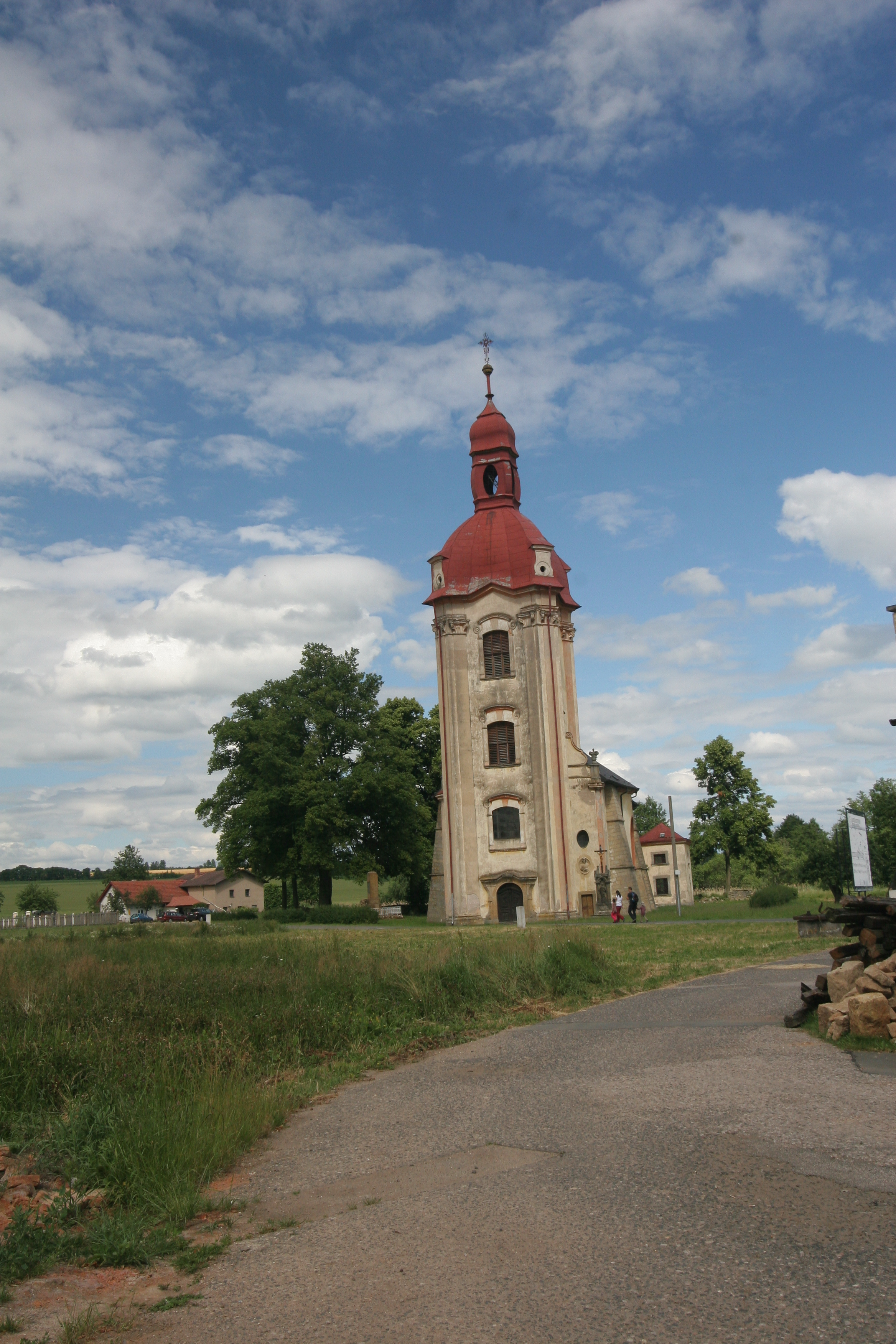
Kostel s věží od Z
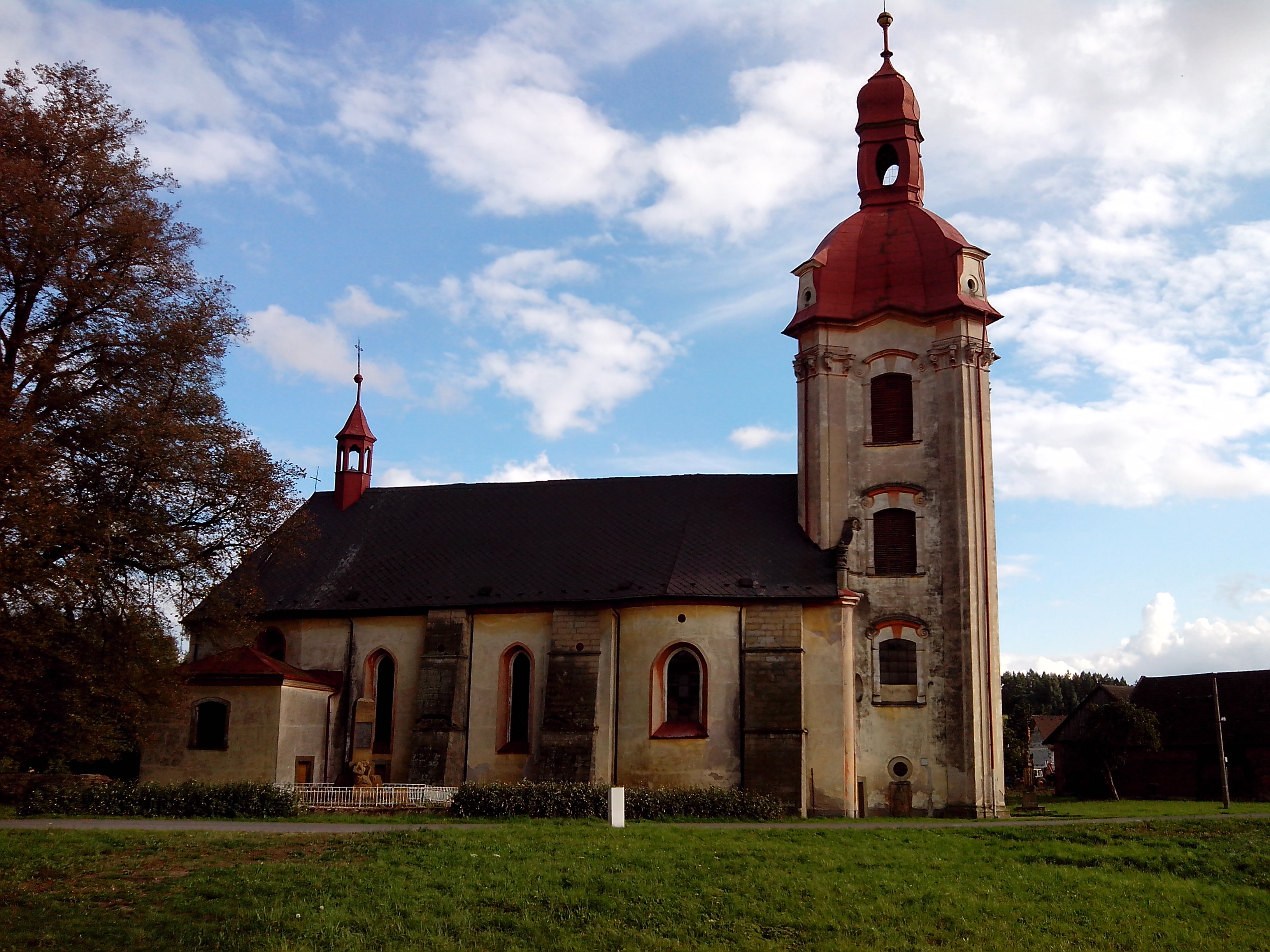
Kostel od S
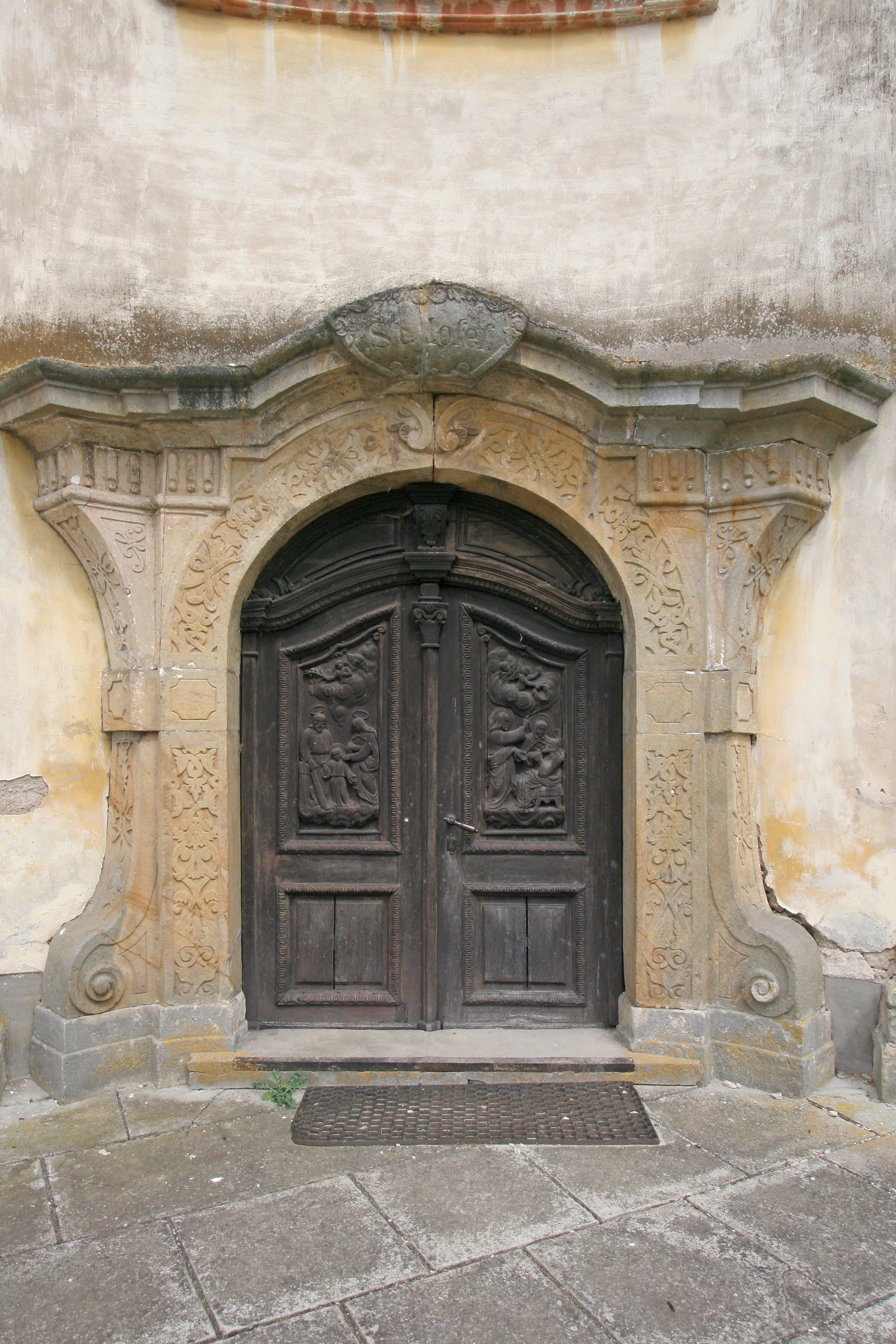
Hlavní vstup do kostele od S
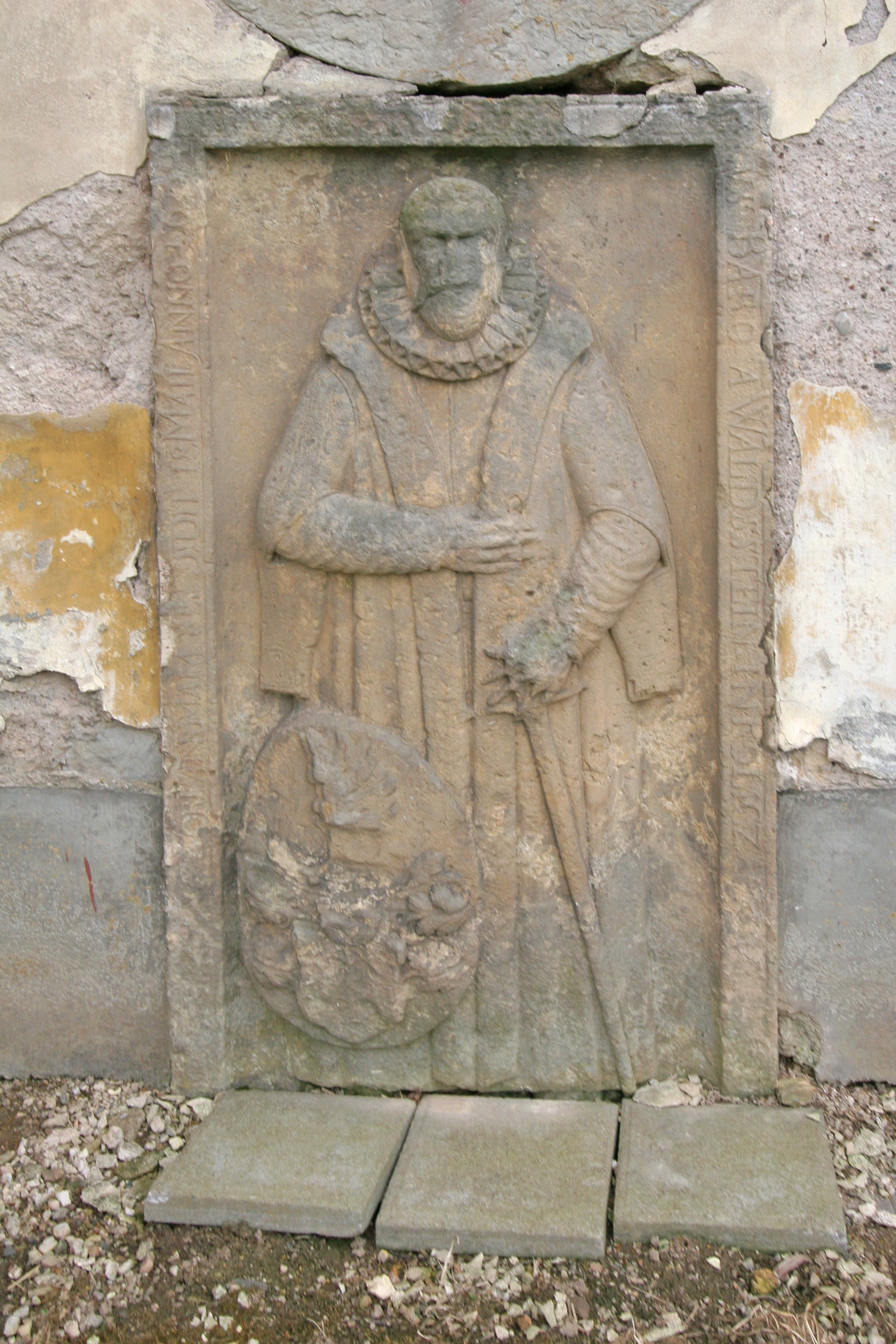
Náhrobní kámen ve zdi kostela
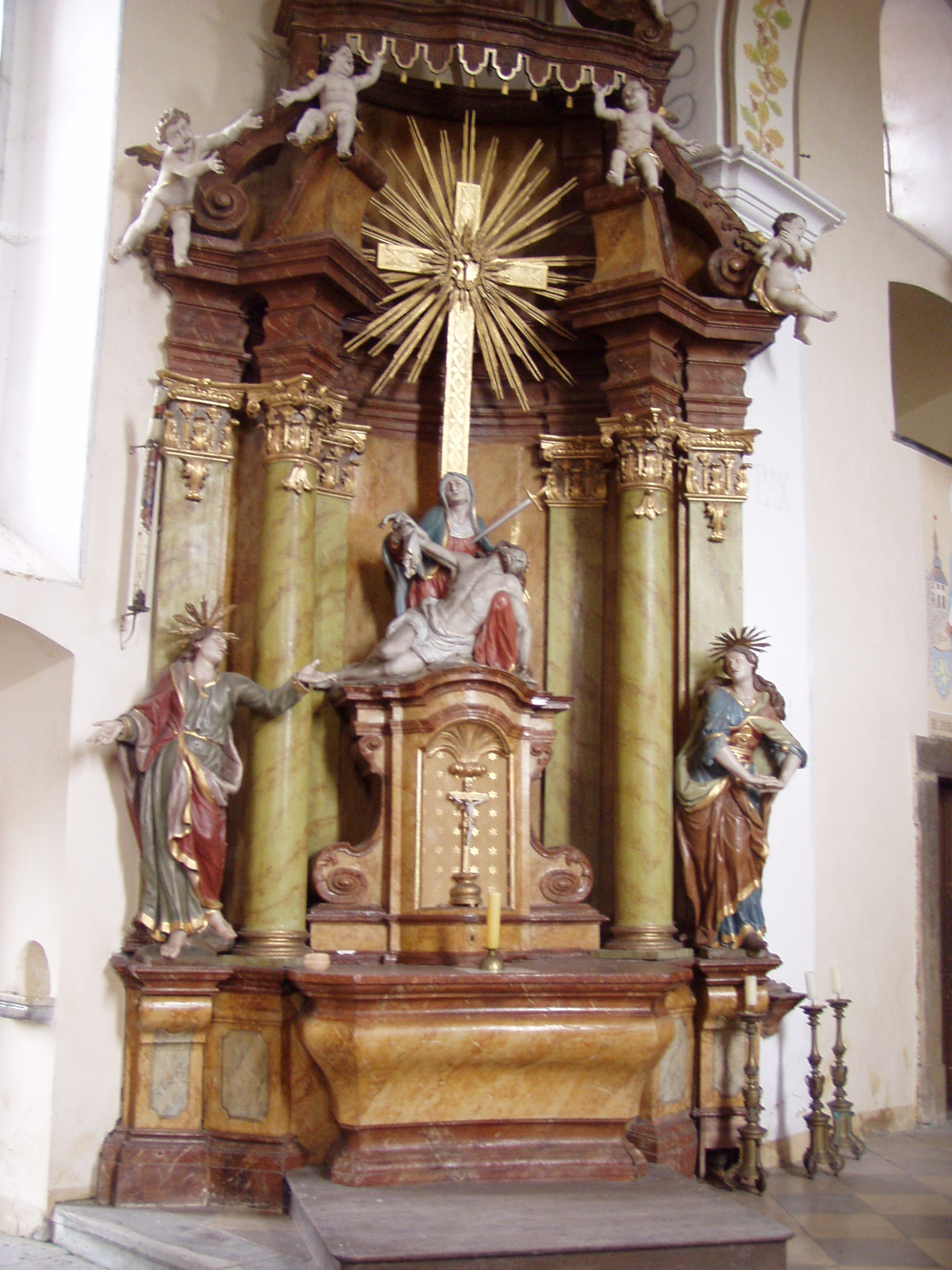
Boční oltář
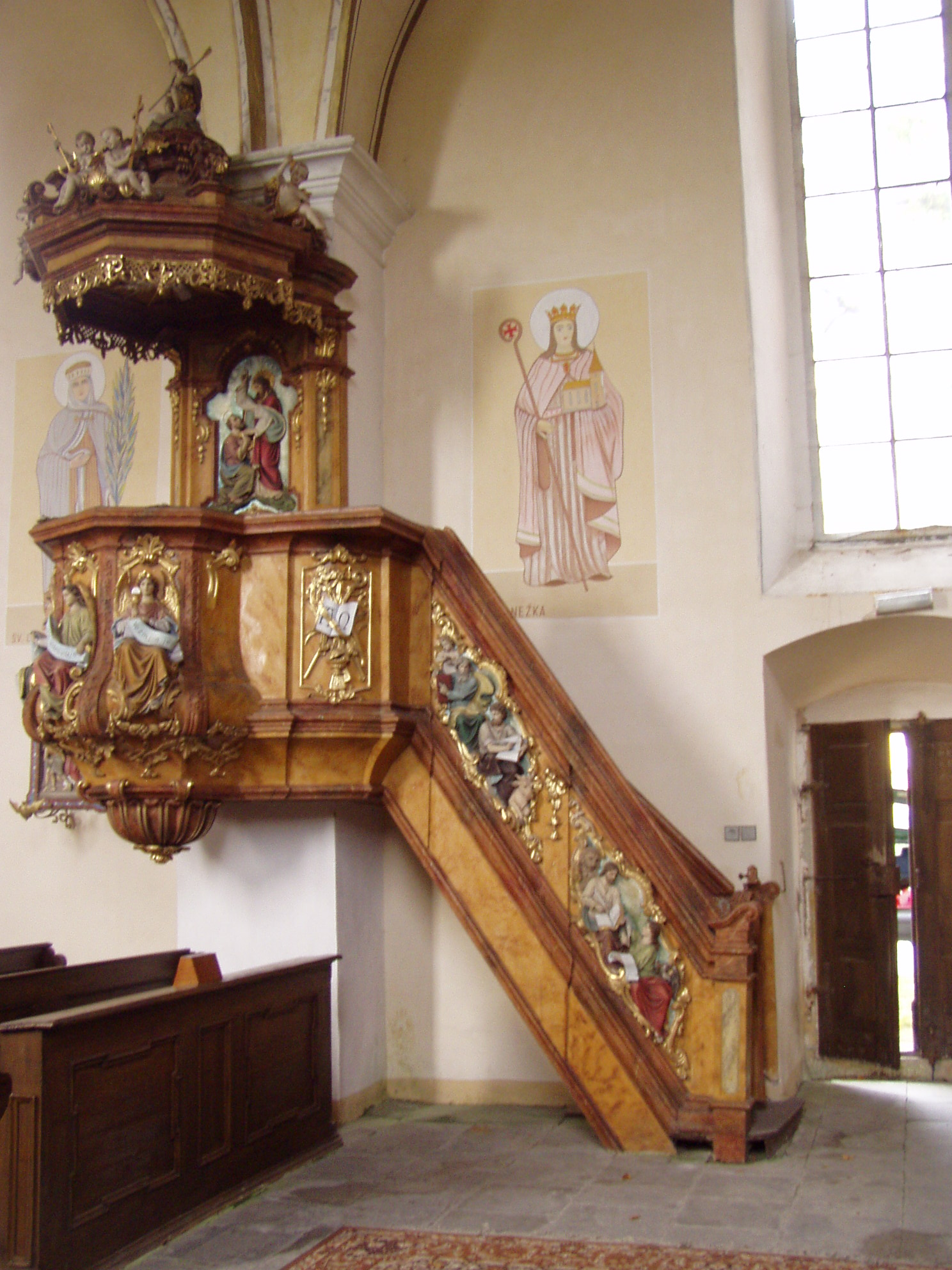
Kazatelna
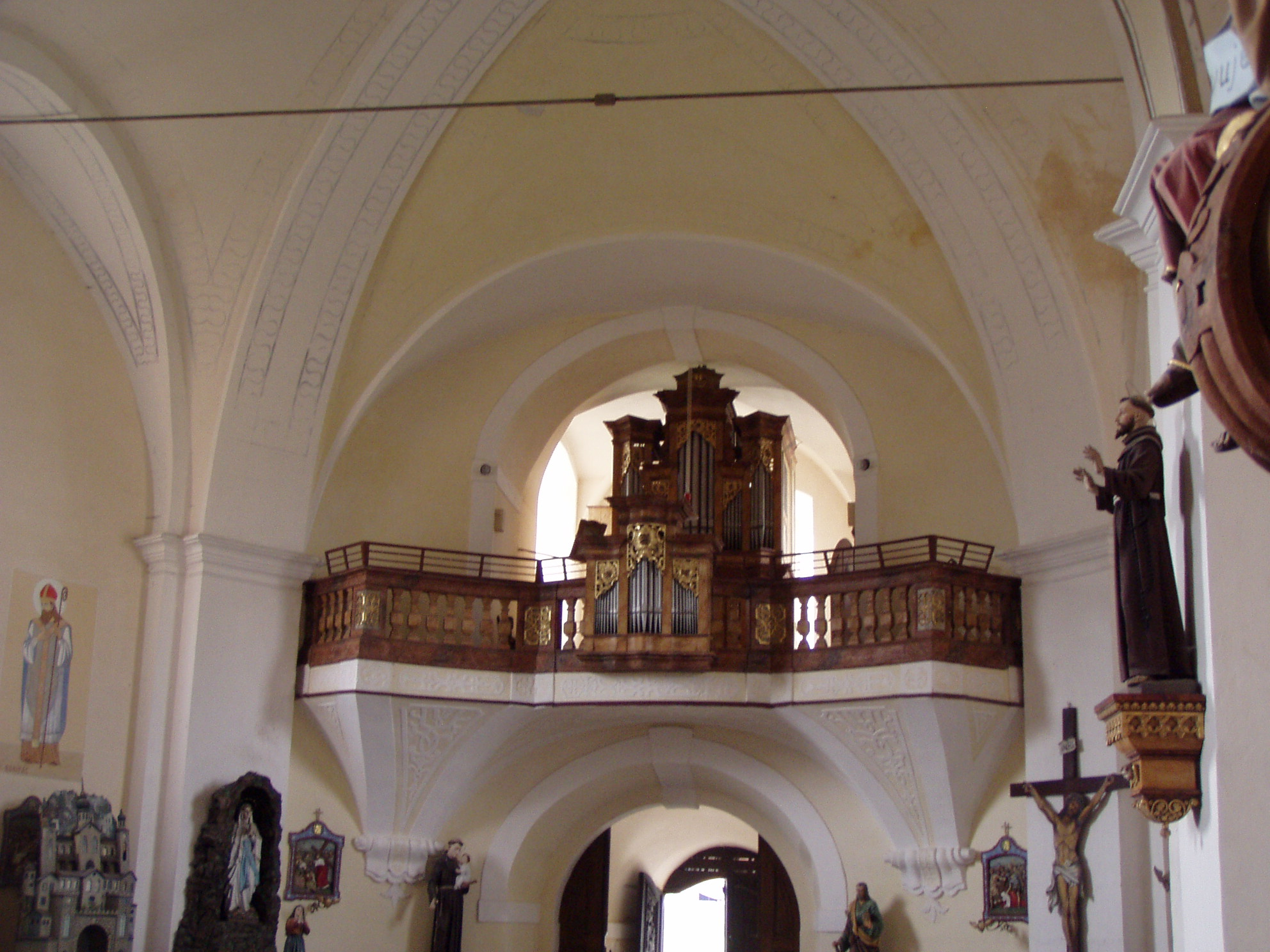
Kruchta s varhanami